# コクサギ
コクサギ（小臭木、学名: Orixa japonica）は、ミカン科コクサギ属の落葉低木。雌雄異株。

## 名前の由来
和名コクサギは、「小臭木」の意で、枝や葉にシソ科の小低木であるクサギ（臭木）のような臭いがあり、比べて木が小型であることからついた。
学名 Orixa japonica は、1784年、スウェーデンの植物学者であるカール・ツンベルクによる命名であるが、Orixa の語源は、ギリシャ語やラテン語ではなく、日本名「コクサギ」の片仮名を「ヲリサギ」と誤って読んだことによる。
植物学者の倉田悟は、和名コクサギの由来について、クサギとの関係を述べながらも、「コクサとは緑肥のことで、葉を堆肥に入れるほか、水田の緑肥にコクサギの枝葉を使う民俗も全国各地にあったから、コクサギは『緑肥にする木』といった意味ではなかろうか。」といい、「また、神奈川県にはコクソッパの名がある。養蚕のとき害虫を防ぐため敷物としてコクサギの枝葉を使い、蚕の糞がついた枝葉はときどきとりかえるという。だからコクソとは『蚕糞』であるとの説もある。」と、コクサギの「植物と民俗」にかかわる興味深い話を紹介している。

## 分布と生育環境
日本、朝鮮半島南部、中国大陸中南部・東南部に分布する。日本では、本州（青森県西津軽以南）、四国、九州に分布する。水辺を好み、低地から低山地の沢沿いややや湿った林内に生育する。石灰岩地ではよく大群生している。

## 特徴
落葉広葉樹の低木。よく枝分かれし、樹高は1.5 - 3メートル (m) になり、枝や葉に独特の臭気がある。樹皮は灰白色または灰褐色で皮目があり、古くなると浅い裂け目が入って紙のように薄く鱗片状にはがれる。一年目の若い枝は灰緑色や淡紫褐色で白色の軟毛が2条に並ぶ。
側枝の短い若枝につく葉は互生するが、枝先の若枝は伸長し、葉は2個ずつ左右交互に互生する。特殊な葉のつき方で、これを「コクサギ型葉序」という。葉身は倒卵形、倒卵状長楕円形または菱形状卵形で、長さ6 - 10センチメートル (cm) 、幅3 - 7 cm、先は短くとがり、基部はくさび形、葉縁は全縁になる。葉質は薄くてやわらかく、表面は光沢があり、葉脈上に短毛が散生し、裏面には全面に毛が生え、特に葉脈上に多く、全面に油点が散在する。葉柄は長さ2 - 7 mmになり、軟毛が生える。
花期は春から晩春（4 - 5月）で、葉が出るとまもなく黄緑色の花が咲く。雌雄異株。前年枝の葉腋につく花芽が伸長し、雄花序は長さ2 - 4 cmになる総状花序になり、花を10数個つけ、雌花は長さ3 - 5ミリメートル (mm) になる花柄の先に1個つける。花の径は雄花は4 mmになり、萼片は4個、花弁も4個ある。雄花の萼片は長さ約1 mmの狭三角形で先はとがり、花弁は長さ1 - 2 mmの楕円形になる。雌花の萼片は長さ約2 mmの卵形で、花弁は長さ約3 mmの長楕円形となる。雄花には4個の雄蕊があり、雌花には4個の小さな退化雄蕊と中央に1個の雌蕊がある。子房は4個の心皮がなかば合着し、4室に分かれ、各室に1個の胚珠があり、花柱は柱状になり、柱頭は4裂する。
果実は4個の分果が集まってつき、分果は長さ8 - 10 mmになるゆがんだ楕円形である。果実は初め緑色であるが、秋に熟すと淡褐色になってふたつに裂け、乾燥した内果皮がバネのように反転して中から種子を勢いよくはじき出す。種子は径約3 mmの平たい円形になり、黒色で光沢がある。雌株には種子を飛ばした果実が、冬までよく残る。
冬芽は側芽が2個ずつ枝に互生し、長楕円形や卵形、芽鱗は紅紫色に白っぽく縁取られる。枝先の頂芽は側芽よりも大きい。葉痕は半円形で、維管束痕が弧状で1個見える。
- 葉。2個ずつ左右交互に互生する。
- 雄花。
- 雌花。
- 若い果実。4個の分果に分かれる。

## 利用、地方名等
昔は、枝や若葉を堆肥に入れて、またはそのまま農地に入れ、ムギや陸稲などの肥料にされた。また、殺虫の効果があり、葉を煎じた汁は汲み取り便所の蛆殺し、牛馬のシラミ殺しに使われた。また、肥料とするため、2 - 3日の間、手摘みすると本種の成分によって顔や首の皮膚が赤くはれてかぶれたという。
この本種の持つ特徴、効用、利用方法等に由来した地方名に、サワウルシ（千葉県）、ウジコロシ（青森県・宮城県・群馬県）、ウマアライノキ（岐阜県）がある。また、語源が不詳のものや通用地域がごく限られたものとして、センズイ（紀伊半島の熊野地方）、タイサギ（高知県）、タイサゲ（徳島県）、トウミョウ（兵庫県・岡山県）、トモメ（広島県）、ニドガミ（千葉県）、ヌタベ、ミタビ（三重県）、ネズ（愛媛県）、ミャム（熊本県）などがあるが、いずれも日本各地の人々が本種を利用して、その地方での特有の地方名がつけられたもの考えられている。

## コクサギ属
コクサギ属（コクサギぞく、学名：Orixa Thunb.、和名漢字表記：小臭木属）はムクロジ目ミカン科の属の一つ。落葉低木。雌雄異株。東アジアに1種ある。本属にはコクサギ1種のみが知られている。